# FWD Corporation
FWD Corporation, vorher Badger Four Wheel Drive Automobile Company und Four Wheel Drive Automobile Company, war ein US-amerikanischer Hersteller von Kraftfahrzeugen.

## Unternehmensgeschichte

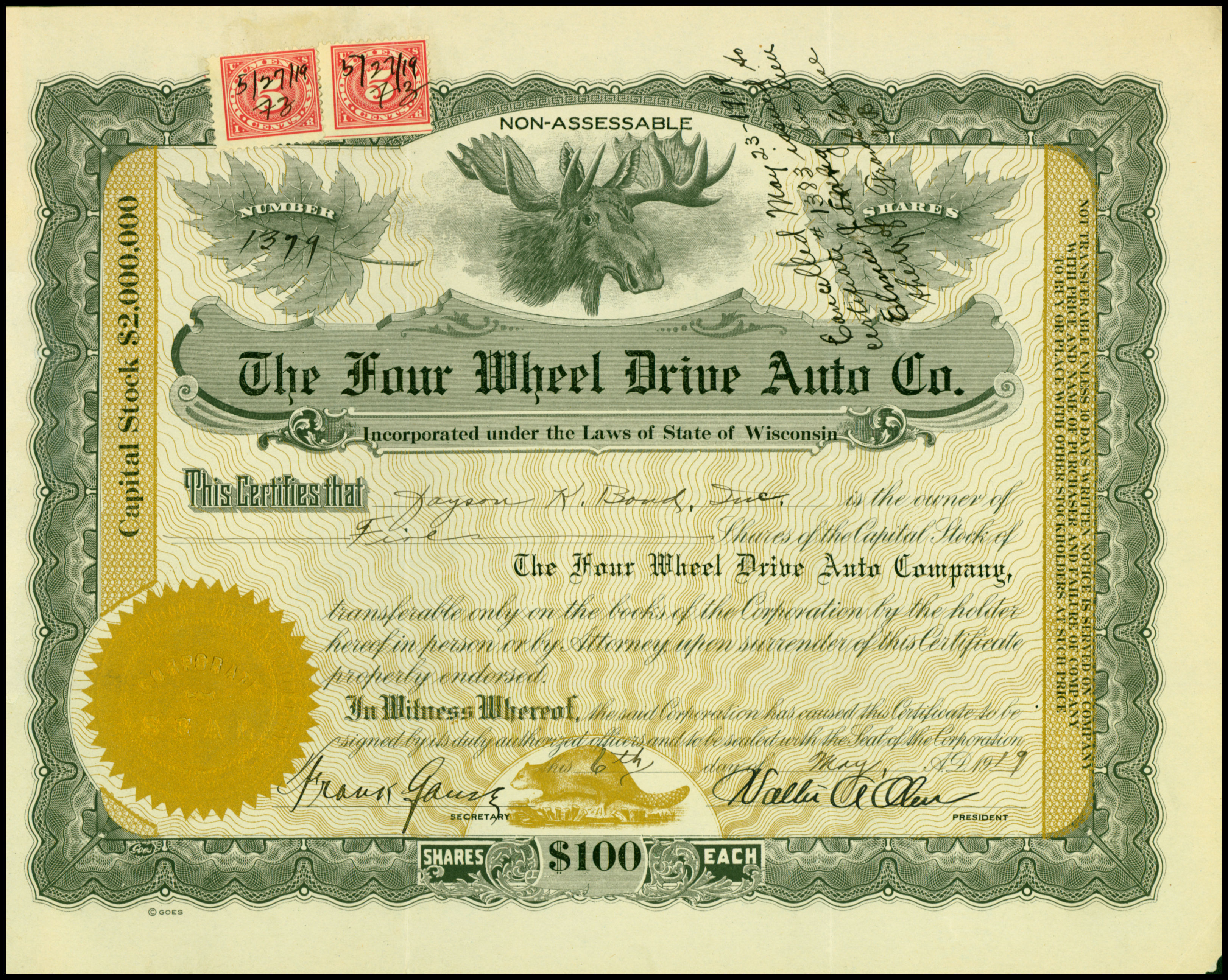
Aktie der Four Wheel Drive Auto Co. vom 6. Mai 1919

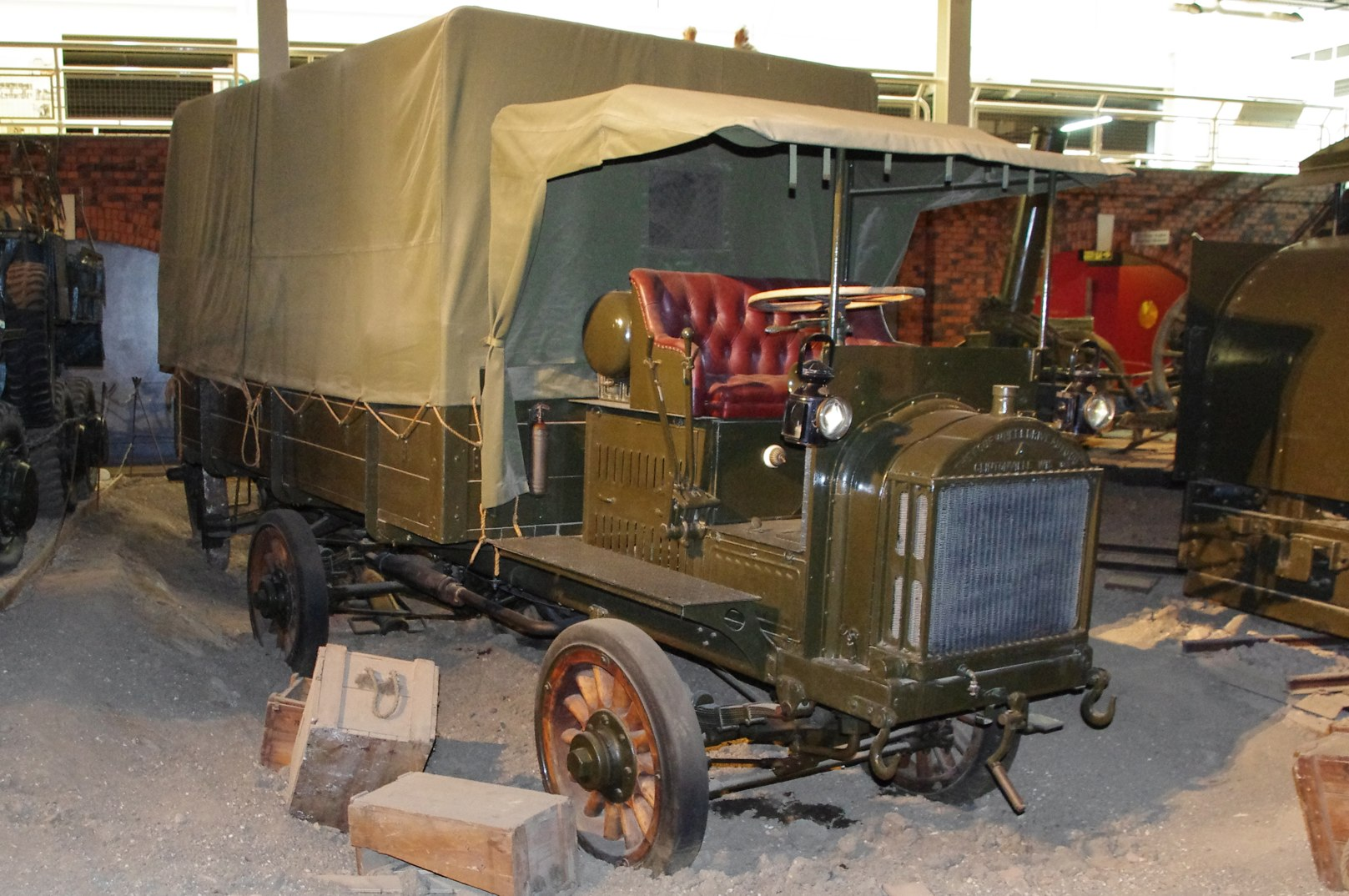
Militärfahrzeug von 1915

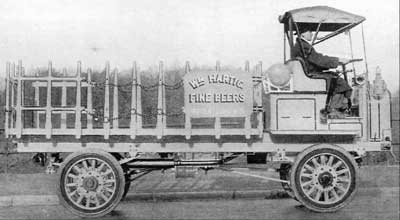
Lkw von 1917

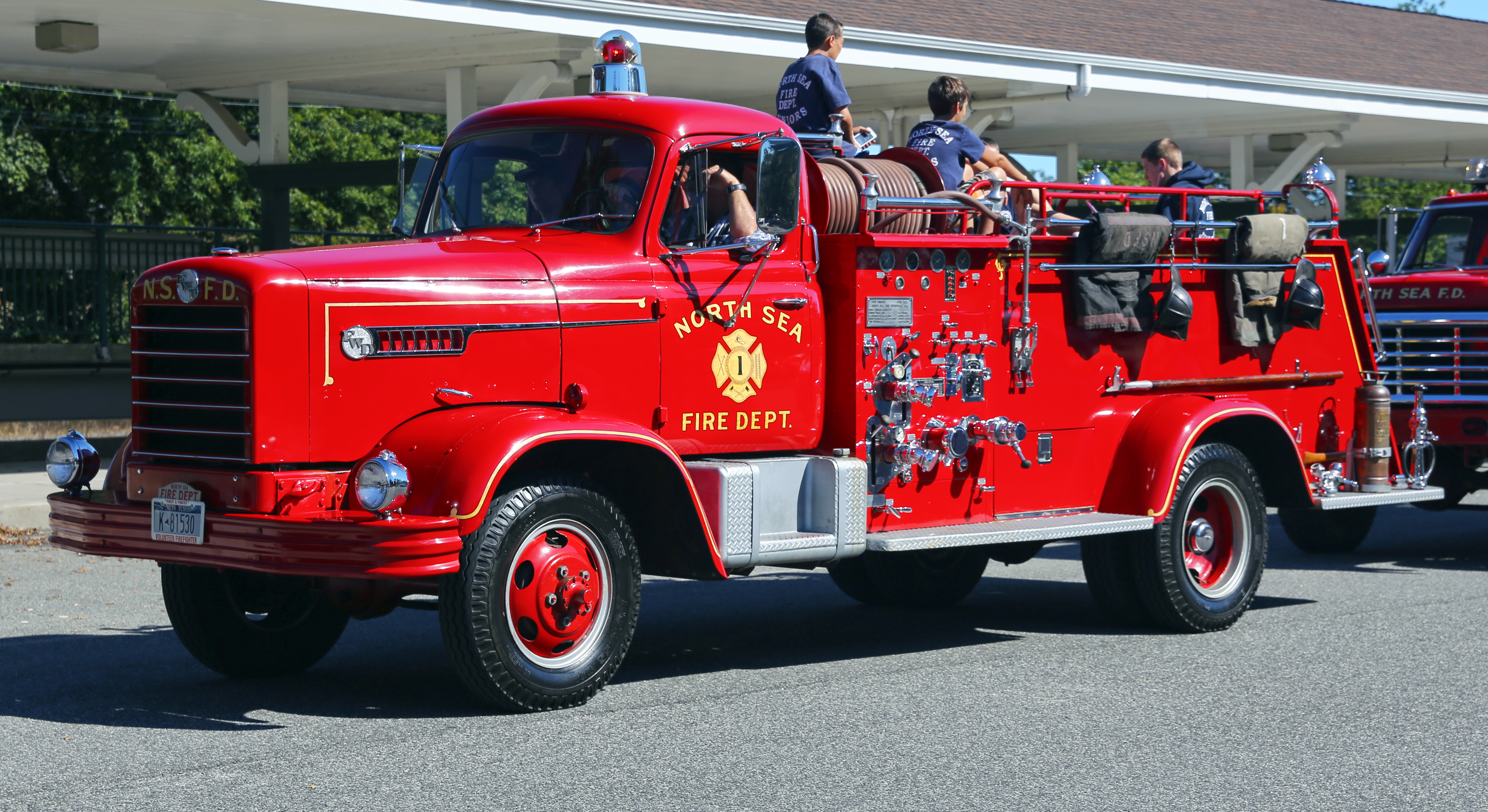
Feuerwehrfahrzeug von 1958

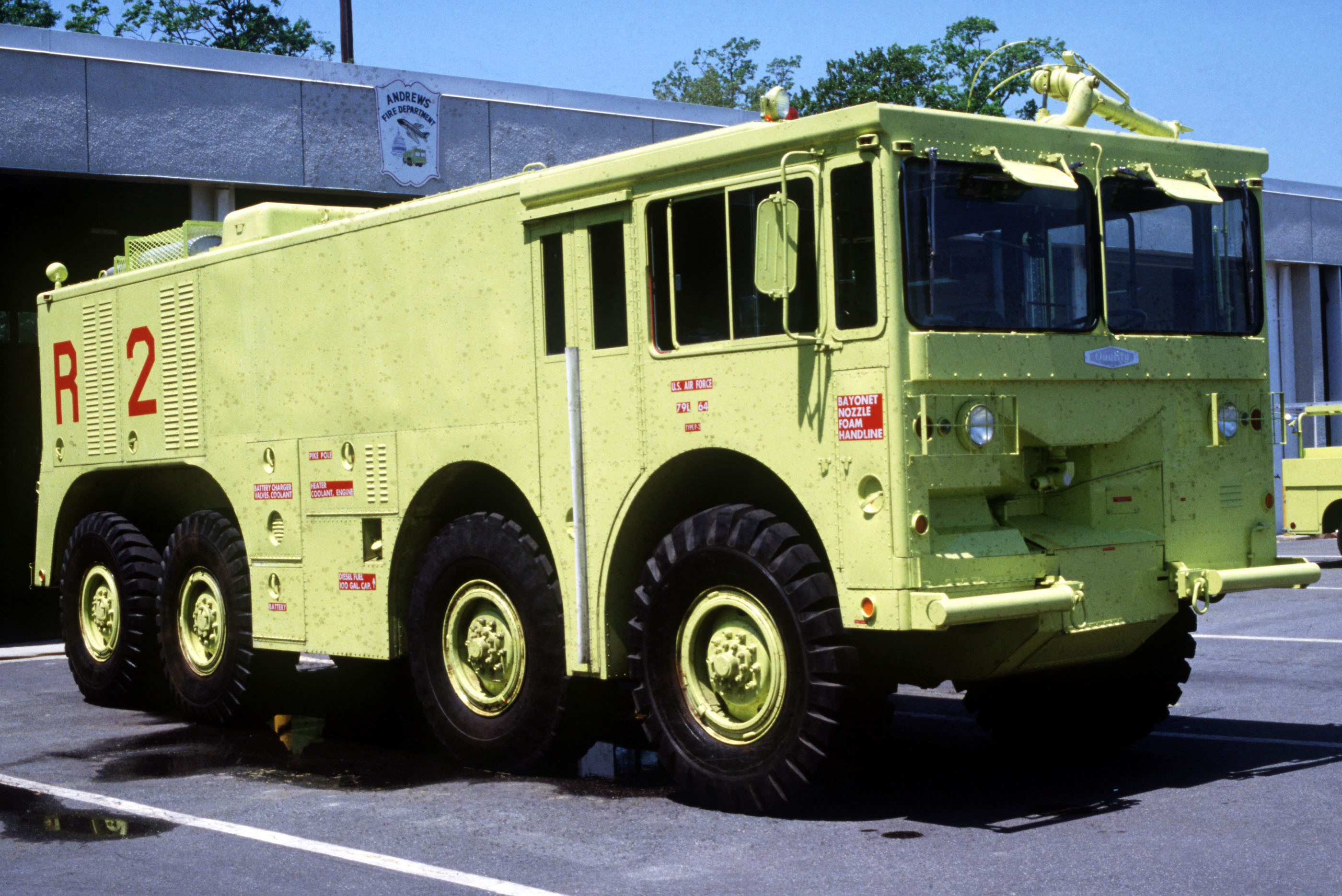
FLF FWD A/S32 P-2 der U.S. Air Force

Otto Zachow und William Besserdich fertigten 1908 zwei Prototypen. Sie gründeten am 9. Januar 1909 mit finanzieller Hilfe von W. H. Finney die Badger Four Wheel Drive Automobile Company in Clintonville in Wisconsin. Im gleichen Jahr begann die Produktion von Automobilen. Der Markenname lautete zunächst Badger, evtl. Badger FWD.
- 1910 oder 1911 änderte sich die Firmierung in Four Wheel Drive Auto Company und der Markenname in FWD. Zu der Zeit war Walter A. Olen der Präsident. Jetzt entstanden auch Nutzfahrzeuge.
- 1912 endete die Pkw-Produktion nach etwa zwölf hergestellten Fahrzeugen.
- 1958 änderte sich die Firmierung in FWD Corporation.
- 1963 wurde die Firma Seagrave Fire Apparatus aufgekauft und eingegliedert[4].
- In den 2000er wurde FWD in einen Fall der Federal Deposit Insurance Corporation (US-amerikanischer Einlagensicherungsfonds) verwickelt.
- 2003 wurden die gesamten Werte von Four Wheel Drive, die Four Wheel Drive Corporation, Seagrave, Baker Aerialscope und Almonte Fire Trucks, an eine Investmentgruppe verkauft.
- 2003 wurde 'FWD Seagrave' in ' Seagrave Fire Apparatus, LLC' umbenannt, der alte Name durfte aber weiter verwendet werden[5].
- 2006 war Seagrave Fire Apparatus Teil der 'FB Capital Partner'[5].
- 2009 erfolgte die Übernahme durch die Corsta Corporation, Fort Lauderdale, Florida[6].
- 2019 wurde entschieden das nur noch der Name 'Seagrave Fire Apparatus, LLC' verwendet wird[5].

## Fahrzeuge

### Pkw
Zachow und Besserdich entwickelten einen Allradantrieb. Der erste Prototyp wurde Z & B genannt, wobei dies offensichtlich nicht der Markenname war. Ein Dampfmotor trieb das Fahrzeug an. Der zweite Prototyp mit dem Spitznamen Battleship hatte einen Ottomotor mit 45 PS Leistung. Beide Fahrzeuge wurden nicht vermarktet.
Über die Fahrzeuge des Jahres 1909 ist nur bekannt, dass sie als Badger bzw. Badger FWD vermarktet wurden.
1910 gab es das Badger FWD Model 100 F. Ein Vierzylindermotor mit 55/60 PS Leistung trieb die Fahrzeuge an. Das  Fahrgestell hatte 325 cm Radstand. Der offene Tourenwagen bot Platz für sieben Personen.
1911 und 1912 gab es mit dem FWD Model A ebenfalls nur ein Modell im Sortiment. Der Vierzylindermotor war nun mit 45 PS angegeben. Der Radstand war auf 340 cm verlängert worden. Zur Wahl standen Roadster, Runabout und siebensitziger Tourenwagen.

### Lastkraftwagen
Die United States Army nahm sowohl im Ersten als auch im Zweiten Weltkrieg viele Fahrzeuge ab. Ab 1938 waren Dieselmotoren erhältlich. 1947 waren in den USA 1195 Fahrzeuge von FWD zugelassen. Manche Fahrzeuge hatten ein viertüriges Frontlenker-Fahrerhaus mit Platz für acht Personen.